# Adrienne Corri
Adrienne Corri, eigentlich Adrienne Riccoboni, (* 13. November 1930 in Glasgow, Schottland; † 13. März 2016 in London, England) war eine britische Schauspielerin.

## Leben und Wirken
Adrienne Corri, Tochter eines Italieners und einer Schottin, begann ihre Ausbildung an der Royal Academy of Dramatic Art im Jahr 1946. Ab 1948 übernahm sie Bühnenrollen, bereits 1947 gab sie unter ihrem Geburtsnamen Adrienne Riccoboni in dem Fernsehfilm The Infernal Machine ihr Filmdebüt. Film und Fernsehen nahmen in den folgenden drei Jahrzehnten den weitaus größten Teil ihrer schauspielerischen Aktivitäten ein. Regelmäßig verkörperte sie in ihren Rollen temperamentvolle, sinnliche und kultivierte Frauen. Zu ihren bekanntesten Filmrollen zählen die Schriftstellergattin Mrs. Alexander in Stanley Kubricks Uhrwerk Orange (1971) und die Mutter der Hauptfigur Lara in Doktor Schiwago (1965).
Corri war von 1961 bis 1967 mit dem Schauspieler Daniel Massey verheiratet. Sie hinterließ einen Sohn und eine Tochter, die aus einer Beziehung mit dem Filmproduzenten Patrick Filmer-Sankey (1925–1995) in den 1950er-Jahren stammten, sowie eine Schwester.

## Filmografie (Auswahl)
- 1947: The Infernal Machine (Fernsehfilm)
- 1949: Das gefährliche Alter (The Romantic Age)
- 1951: Der Strom (The River)
- 1953: Besiegter Haß (The Kidnappers)
- 1954: Detektiv Callaghan (Meet Mr. Callaghan)
- 1956: Engel des Alltags (The Feminine Touch)
- 1959: Das Bittere und das Süße (The Rough and the Smooth)
- 1960: Das Haus der tausend Schreie (The Tell-Tale Heart)
- 1961: Der rote Herzog (The Hellfire Club)
- 1961: Dynamit Jack (Dynamite Jack)
- 1963: Lancelot, der verwegene Ritter (Lancelot and Guinevere)
- 1965: Bunny Lake ist verschwunden (Bunny Lake Is Missing)
- 1965: Sherlock Holmes’ größter Fall (A Study in Terror)
- 1965: Doktor Schiwago (Doctor Zhivago)
- 1965: Geheimauftrag für John Drake (Danger Man) (Fernsehserie, 1 Folge)
- 1966: Gefährliche Abenteuer (Africa, Texas style)
- 1967: Königin der Wikinger (The Viking Queen)
- 1967: Siebenmal lockt das Weib (Woman Times Seven)
- 1969: Die Spur führt nach Soho (The File of the Golden Goose)
- 1969: Departement S (Fernsehserie, Folge Der Maskenmörder)
- 1969: Banditen auf dem Mond (Moon Zero Two)
- 1969: Randall & Hopkirk – Detektei mit Geist (Randall & Hopkirk (Deceased)) (Fernsehserie, 1 Folge)
- 1970: UFO (Fernsehserie, 1 Folge)
- 1971: Uhrwerk Orange (A Clockwork Orange)
- 1972: Circus der Vampire (Vampire Circus)
- 1973: Gene Bradley in geheimer Mission (The Adventurer) (Fernsehserie, 1 Folge)
- 1974: Das Schreckenshaus des Dr. Death (Madhouse)
- 1975: Unternehmen Rosebud (Rosebud)
- 1978: Inspector Clouseau – Der irre Flic mit dem heißen Blick (Revenge of the Pink Panther)
- 1979: Der menschliche Faktor (The Human Factor)
- 1980: Doctor Who (Fernsehserie, 4 Folgen)
- 1992: Lovejoy (Fernsehserie, zwei Folgen)